# Edwin H. Burba
Edwin Hess Burba (* 18. Februar 1912 in McAlester, Pittsburg County, Oklahoma; † 29. Oktober 1970 in Wayne, Wayne County, West Virginia) war ein Generalmajor der United States Army. Er war unter anderem Kommandeur der 2. Panzerdivision.
Er war ein Sohn von Joseph Limbo Burba und dessen Frau Estella Beatrice Hess. Über das ROTC-Programm der University of Oklahoma gelangte er im Jahr 1934 in das Offizierskorps des US-Heeres. In der Armee durchlief er anschließend alle Offiziersränge vom Leutnant bis zum Zwei-Sterne-General.
Im Lauf seiner militärischen Karriere absolvierte Burba verschiedene Kurse und Schulungen. Dazu gehörten unter anderem der Field Artillery Basic Officer Course und das United States Army War College.
In seinen jüngeren Jahren absolvierte er den für Offiziere in den niederen Rangstufen üblichen Dienst in unterschiedlichen Einheiten und Standorten. Dazu gehörten auch Aufgaben als Stabsoffizier in verschiedenen Hauptquartieren. Nach seiner Graduation zum Offizier war Burba in den 1930er Jahren bei einigen Einheiten des Civilian Conservation Corps in den Bundesstaaten Oklahoma und New Mexico tätig.
Nach dem amerikanischen Eintritt in den Zweiten Weltkrieg wurde er auf dem atlantischen Kriegsschauplatz eingesetzt. Während der Operationen in Nordafrika stieg er zum Kommandeur eines Bataillons der 1. Panzerdivision auf. Dabei war er auch an der Schlacht am Kasserinpass beteiligt. In Tunesien wurde er verwundet. Nach seiner Genesung wurde er der 8. Panzerdivision zugeteilt, die auf dem europäischen Kriegsschauplatz eingesetzt war und zu den Truppen gehörte die von Frankreich kommend bis weit nach Deutschland vorstießen.
Nach zwischenzeitlich anderen Verwendungen wurde Edwin Burba Stabschef der 3. Infanteriedivision, mit der er in den Jahren 1952 und 1953 im Koreakrieg eingesetzt war. Nach seinem anschließenden Studium am United States Army War College wurde er Stabsoffizier in der Abteilung J3 für Operationen bei den Joint Chiefs of Staff in Washington, D.C. Im Jahr 1956 wurde er nach Deutschland versetzt, wo er eine Brigade der 4. Panzerdivision kommandierte. Danach wurde er, inzwischen im Rang eines Brigadegenerals, Kommandeur des 7th Army Training Centers in Grafenwöhr.
Nach seiner Rückkehr in die Vereinigten Staaten wurde Burba im Jahr 1960 zum Stab der 2. Panzerdivision in Fort Hood dem heutigen Fort Cavazos versetzt. Zwischen dem 13. Februar 1963 und August 1964 kommandierte er diese Division. Während seiner Zeit als Divisionskommandeur begannen erste Manöver zur schnellen Truppenverlegung nach Deutschland, aus denen später die REFORGER-Manöver entstanden.
Nach einer zwischenzeitlich anderen Verwendung wurde Burba im Jahr 1968 stellvertretender Kommandeur der 1. Armee. Er starb am 29. Oktober 1970 auf dem Weg zu einer Ordensverleihung bei einem Flugzeugabsturz in West Virginia. Sein im Jahr 1936 geborener Sohn Edwin H. Burba Jr. brachte es im US-Heer bis zum Vier-Sterne-General.

## Orden und Auszeichnungen
Edwin Hess Sr. erhielt im Lauf seiner militärischen Laufbahn unter anderem folgende Auszeichnungen:
- Army Distinguished Service Medal
- Silver Star
- Legion of Merit
- Bronze Star Medal
- Purple Heart